# اعتراضات کوبا (۲۰۲۱)
اعتراضات ۲۰۲۱ کوبا (انگلیسی: 2021 Cuban protests)، مجموعه‌ای از اقدامات علیه دولت و حزب کمونیست کوبا از ۱۱ تا ۱۷ ژوئیه ۲۰۲۱ بود. این اعتراضات در نتیجه کمبود غذا و دارو و پاسخ دولت به دنیاگیری کووید-۱۹ بود و گسترده‌ترین اعتراضات از زمان مالکونازو در سال ۱۹۹۴ محسوب می‌شود.